# ایوان تریسولت
ایوان تریسولت (استونیایی: Ivan Triesault؛ ۱۳ ژوئیهٔ ۱۸۹۸ – ۳ ژانویهٔ ۱۹۸۰) یک هنرپیشه اهل روسیه بود.
از فیلم‌ها یا برنامه‌های تلویزیونی که وی در آن نقش داشته است می‌توان به بدنام، ۵ انگشت، سفر به اعماق زمین، باراباس، بد و زیبا، میدان جنگ و ۳۰۰ اسپارتان اشاره کرد.